# Instituttet for Fremtidsforskning
Instituttet for Fremtidsforskning (kort IFF. Engelsk: Copenhagen Institute for Futures Studies kort CIFS) er en almennyttig og uafhængig global fremtidstænketank, grundlagt i 1969 på initiativ af tidligere OECD Generalsekretær professor Thorkil Kristensen, for at bidrage til bedringen af samfundet.
Som en af Skandinaviens førende fremtidstænketanke, så er Instituttets formål at fremme viden om potentielle fremtider, samt at inspirere og give beslutningstagere og offentligheden redskaber til at tage de bedst mulige beslutninger om fremtiden, i nutiden.
I dag rådgiver Instituttet for Fremtidsforskning internationale organisationer på et strategisk niveau, deriblandt Fortune 500 virksomheder, statslige organer og ministerier, og NGO'er. Derudover afholder Instituttet hvert år en række events, ofte sammen med partnere og både i Danmark og i udlandet. Instituttet udgiver også flere forskellige publikationer, som rapporter, magasiner og bøger. 
I december 2024 blev en tidligere ansat tilkendt kr. 250.000,- i godtgørelse af Ligebehandlingsnævnet efter at være blevet udsat for etnisk chikane af sine kolleger på instituttet.

## Direktører
- Thorkil Kristensen (1969-1972, 1973-1988)
- Niels Ivar Bech (1972-1973)
- Rolf Jensen (1988-2000)
- Johan Peter Paludan (2001-2004)
- Axel Olesen (2004-2013)
- Claus Kjeldsen (2013-2018)
- Daria Krivonos (2018-